# オーブン陶土
オーブン陶土（オーブンとうど）とは、160℃から190℃程度の温度域で焼成できる低温度硬化型粘土のことである。オーブン陶土を用いた作品製作をオーブン陶芸と呼ぶこともある。
通常カオリナイトやモンモリロナイトを主体とする粘土を用いた陶器の焼成には1100℃から1300℃程度の高温が必要であるが、オーブン陶土は陶土に樹脂やコーンスターチを配合してあり、160℃から190℃程度の温度域で焼くと繋ぎ剤である樹脂やコーンスターチが土を繋いで硬化する。
オーブン電子レンジや温度調節のできる電気オーブン、ガスオーブンなどで焼くことができる。また、特に耐火レンガを用いずとも、木材と建築用の断熱材（グラスウールなど）やニクロム線などを用いることで任意形状の炉を製作することが可能である。
オーブン陶土は瀬戸製土（愛知県瀬戸市）で製造されている。